# Бонштедт, Александр Рейнхольд
Александр Рейнхольд Бонштедт (нем. Alexander Reinhold Bohnstedt; 14 августа 1839, Биттерфельд, Саксония — 9 апреля 1903, Луккау, королевство Пруссия) — немецкий ботаник и педагог. Доктор наук.

## Биография
Сын королевского экономического комиссара. Ещё обучаясь в лицее интересовался математикой и естествознанием. После окончания школы поступил в Берлинский университет, где изучал математику, физику и французскую филологию. Позже, продолжил учёбу в университете Галле. Получил докторскую степень по математике.
В 1869 году работал старшим учителем гимназии в Луккау.
Одновременно занимался исследованием флоры северо-западных районов Нижней Лужицы. Организовывал и участвовал в многочисленных походах, часто привлекал своих учеников. В 1891 году отправился со своими учениками на экскурсию на остров Рюген, что было необычно для того времени.
В результате падения на ступеньках гимназии, травмировался, тяжело болел и умер 9 апреля 1903 года. Был похоронено на кладбище приходской церкви Св. Николая в Луккау. Ныне его могила включена в список памятников земли Бранденбург.
Систематик живой природы. Сфера интересов — сперматоциты. В 1882 году опубликовал труд Flora Luccaviensis.